# Hypopyon

Hypopyon ist der medizinische Fachbegriff für eine Eiteransammlung in der Vorderkammer des Auges. Diese stellt sich bei Inspektion des Auges als weißlich-gelber Spiegel dar.
Das antike Corpus Hippocraticum (zugeschrieben Hippokrates, 4. Buch der Volkskrankheiten) schrieb: „Beim Hypopyon bewirkt Spontanaufbruch großen, Aufschneiden tiefen Substanzverlust.“ Der mittelalterliche Chirurg Guy de Chauliac beschrieb in seiner Chirurgia magna dann ausführlich das Hypopyon und dessen medikamentöse und, sich berufend auf Jesus und Alkoatim (Suleimān ibn Ḥāriṯ al-Kuwaitī), auch operative Therapie.
Zu den Erkrankungen, die zur Ausbildung eines Hypopyons führen können, zählen zum Beispiel:
- Uveitis
- Morbus Adamantiades-Behçet
- Endophthalmitis